# Christoph Oertli
Christoph Oertli (* 1962 in Winterthur) ist ein Schweizer Videokünstler. Er lebt und arbeitet in Basel und Italien. Er vergrössert mit Videotechnik, Sound und Performance die Wahrnehmung der Verknüpfung von Alltag und existenziellen Fragen. Menschen und ihre Lebensräume, Innenräume, Architektur und Stadtlandschaften sind dabei zentral. Die Videos, Installationen und Performances werden auf internationalen Festivals und in Ausstellungshäusern gezeigt. 2020 wurde er für den Experimentalfilm Sensing Bodies mit dem Basler Medienkunstpreis ausgezeichnet.

## Ausbildung, Werdegang
Christoph Oertli besuchte nach seiner frühen Jugend in Winterthur von 1982 bis 1987 die Grafikfachklasse an der Schule für Gestaltung in Zürich. Er arbeitete als Bühnenbildner beim Schweizer Fernsehen und entdeckte das Medium Video, um Raum, Tanz und Musik im Zusammenhang sichtbar zu machen. Er studierte 1992–1995 Kunst in der Fachklasse Audiovisuelle Gestaltung bei René Pulfer und Enrique Fontanilles an der Schule für Gestaltung Basel. Danach reiste er als Videodokumentarist auf einem Kreuzfahrtschiff um die Welt. So entstand 1997 das Video über die Besatzung, no sunday no monday, wo die Schiffsbesatzung und die schwierigen Verhältnisse an Bord im Zentrum stehen. Er lebte in Basel, Montréal, Paris, Brüssel, und 2006 als Artist-in-Residence der Kulturstiftung Pro Helvetia in Kairo.

Die Kunstwissenschaftlerin Annamira Joachim schreibt über Christoph Oertlis Arbeitsweise 2016 für SIKART: 
 «Als zentraler Inhalt seiner Videos verhandelt Christoph Oertli das Beziehungsfeld der Menschen in ihrem Umfeld. Architektur oder Stadtlandschaften werden zur Bühne. Die Kamera nimmt reale Situationen auf, die in der Nachbearbeitung durch Schnitt und Montage mit Studioaufnahmen zu bildhaften, fiktiven oder dramatischen Momenten zugespitzt werden. Das Erzählen geschieht ohne Worte über die Bildmontage und die Blickführung durch die Kamera. Neben choreografischen Elementen wie der Bewegung im Raum ist auch die Nähe oder Distanz der Kamera zum Menschen ein künstlerisches Mittel. Fragen der Identität, der Individualität sowie psychologische und kulturanthopologische Dimensionen kommen zum Vorschein.»
Das Verständnis für prekäre Körper und Konstellationen sind Teil der Arbeit, die Videos und Produktionen werden auch in internationalen queer-feministischen Kontexten gelesen und gezeigt.
Als Teil der Ateliergemeinschaft VIA in Basel gab es Kooperationen mit Muda Mathis, Sus Zwick und Fränzi Madörin und gemeinsame Performance-Abende wie VIA Songs oder die Gottlieber Revue, Performance Saga und Einfach Sagen mit Andrea Saemann, Martina Gmür und Chris Regn, eine Videoedition und ein Theaterprojekt zu Wegbereiterinnen der Performance-Kunst.
Werke des Künstlers sind in den Sammlungen Kunstkredit Basel-Stadt und Museum Baselland Liestal vertreten.

## Auszeichnungen
- 2020: Basler Medienkunstpreis[2]
- 2015: Anerkennungsbeitrag UBS-Kulturstiftung[13]
- 2013: ZOOM – Basler Filmpreis, bester Kunstfilm 2013[14]
- 2011: Atelierbesuch/Ankauf von drei Installationen durch Kunstkredit Basel
- 2010: 1. Preis SCOPE Subject/Art Basel, videoart
- 2008: Residency Pro Helvetia in Kairo, mit dem Projekt Sinbad
- 2008: 1. Preis Vidéoformes Clermont-Ferrand für Cairo
- 2006: Residency Pro Helvetia in Kairo
- 2003: 1. Preis Vidéoformes Clermont-Ferrand für Haushalten
- 2003: Werkbeitrag Kunstkredit Basel
- 2002: Residency IAAB, Cité Internationale des Arts, Paris
- 2000: Werkbeitrag Kunstkredit Basel
- 1998: 1. Förderpreis Basler Film- und Videotage für no sunday no monday
- 1998: Residency IAAB Montréal

## Werke

### Performances
- 2014: Gottlieber Revue, Re-Rosas, Hotel Krone, Gottlieben TG, ein Nummernabend mit Evi, Nic & C. Chris Regn, Evi Wiemer, Karin Kröll, Katharina Friese, Muda Mathis, Sus Zwick, Michèle Fuchs, Fränzi Madörin, Sibylle Hauert, David Kerman, Dorothea Schürch, Bärbel Schwarz, Bena Zemp, Martin Chramosta, Franziska Welti und Andrea Saemann[7]
- 2012: Learning Trio A – inspired by Yvonne Rainer, Performance, Dorothea Rust, Andrea Saemann, Christoph Oertli, Ein Haus ist ein Haus ist ein Haus, Gruppenausstellung, Villa Renata, Basel[15]
- 2012: Video/Live-Performer in Einfach Sagen, Performance von Andrea Saemann, Kaserne Basel[9][16]
- 2012: Video für If I weren’t Egyptian, Performance von Omar Ghayatt, Bern/Kairo[17]
- 2013: Spaziergang, Performance mit Su-Mi Jang und Thomas Jeker, Stadttheater Freiburg i. Br.
- 2006: 19x barfuss, Helle Nächte, Performance, Stadtkino Basel

### Videos
- 2022: Superposition, 1-Kanal-Video (22 min)

- 2020: Sensing Bodies, Dokumentarfilm (48 min) oder 2-Kanal-Videoinstallation (11 min/38 min)
- 2020: Cité Modèle, 3-Kanal-Videoinstallation (10 min)
- 2017: Gare du Nord, 2-Kanal-Videoinstallation (6 min/11 min)
- 2015: Ethiopian Run, 2-Kanal-Videoinstallation oder 1-Kanal-Video (15 min)
- 2014: Timeline, 1-Kanal-Video (9 min)
- 2014: Tension Box, 1-Kanal-Video (12 min)
- 2013: Campus, 1-Kanal-Video (15 min 30)
- 2012: Monsieur René, 1-Kanal-Video (11 min)
- 2011: Karta, 2-Kanal-Videoinstallation oder 1-Kanal-Video (10 min 30)
- 2009/2011: Tretet ein in die Kontinente, 3-Kanal-Videoinstallation (3 × 6 min)
- 2010: The Ground is moving, 2-Kanal-Videoinstallation oder 1-Kanal-Video (10 min)
- 2009: Sinbad, Video und Live-Performance, mit Ahmed ElSawy (43 min)
- 2008: Tiger, 2-Kanal-Videoinstallation (1 min 30)
- 2007: Taxila, 1-Kanal-Video (8 min)
- 2006: Cairo, 1-Kanal-Video (11 min)
- 2005: Noch sehend verschwanden die Matrosen, 1-Kanal-Video (9 min)
- 2005–2020: Messages personnels, 5 Video-Performances (je ca. 4 min)
- 2004: Come, heavy sleep, 1-Kanal-Video (8 min)
- 2003: Plan fixe, 1-Kanal-Video (7 min)
- 2002/20: 19x barfuss, 7-Kanal-Videoinstallation (13 min 30) oder 1-Kanal-Video (7 min 30)
- 2002: 5 Expo-Spots, 1-Kanal-Video (7 min)
- 2001: Haushalten, 1-Kanal-Video n (7 min)
- 2000: Yellowknife, 1-Kanal-Video (6 min)
- 1999: Felix in schwarz-weis, 1-Kanal-Video s (12 min)
- 1997: no sunday no monday, Dokumentarfilm (58 min)
- 1995: Carmelo, 1-Kanal-Video (12 min)
- 1994: Indi Melussi, 1-Kanal-Video (4 min)

### Publikationen, Videoeditionen
- 2020: Christoph Oertli: Sensing Bodies. Hrsg.: Ines Goldbach, Kunsthaus Baselland; mit Beiträgen von Johanna Hilari, Giuseppe di Salvatore, Isabel Zürcher, gestaltet von Nicole Boillat. VfmK, Wien, ISBN 978-3-903320-59-8.
- 2020: Christoph Oertli: Wall Street International Magazine, 24 Jan — 19 Apr 2020, Kunsthaus Baselland in Muttenz, Schweiz, 19. Februar 2020 https://wsimag.com/de/kunst/61127-christoph-oertli[18]

## Ausstellungen
- 2023: Superposition, Spezial Brugger Dokumentarfilmtage, präsentiert von Video Window, Zürich[21]
- 2020: Sensing Bodies. Kunsthaus Baselland (Einzelausstellung)[19][22]
- 2019: Videocity Basel – Kaliningrad. Kuratiert von Andrea Domesle, Kaliningrad[23]
- 2017: Voyage, voyage, Kunstmuseum Olten[24]
- 2017: hier – dort. Benzeholz, Raum für zeitgenössische Kunst Meggen, Luzern[25]
- 2017: Rewind 1997. Kunstraum Riehen[26]
- 2016: Ernte 2015. Kunsthaus Baselland
- 2015: Wohin gehen wir? Videokunst zur Stadtgesellschaft, Motorenhalle Dresden;
- 2015: VideoWindow. Galerie Bob Gysin, Zürich[27]
- 2015: Proyector-Festival, Signos y Significados, Quinta del Sordo, Madrid[28][29]
- 2014: Ernte 2013. Kunsthaus Baselland;[30]
- 2014: RoundAbout. Kunstraum akku, Emmenbrücke/Luzern
- 2014: Regionale 15. Musée Aubette, Strasbourg[31]
- 2013: Swiss Art Awards. Messe Basel;
- 2013: Christoph Social Club. Hallein/Österreich[32]
- 2013: Videocity. Louis Vuitton Store, Basel[33]
- 2013: Making Visible!, Kunsthaus Baselland[34]
- 2012: durchblicken und abprallen – künstlerische Statements zu semitransparenten Konstruktionen. K3 Zürich;
- 2012: Phänomen Wohlstand. Motorenhalle Dresden[35]
- 2012: Hidden Publics. Galerie Emila Filly, Ùsti nad Labem, Tschechien
- 2012: Colliding Worlds. Kunsthalle Exnergasse, Wien[32]
- 2011: Kunstkredit Basel. Oslo10, Basel;
- 2011: Accélerateur de particules, Strasbourg[36]
- 2010: The Ground is moving. Einzelausstellung kuratiert von Chantal Molleur, Cinémathèque Montréal (siehe Weblinks)
- 2010: Where do you want to go?, Museum Bärengasse, Zürich[37]
- 2010: Transient Spaces – the tourist syndrome. NGBK/Kunstraum Kreuzberg/Bethanien, Berlin
- 2009: Im Schatten der Pyramiden. Haus für Kunst Uri, Altdorf[38]
- 2008: Aus dem Innenreich. Einzelausstellung Kunsthalle Winterthur[39]
- 2008: Ernte 2007. Palazzo Liestal[12]
- 2008: Cairoscape – Images, Imagination and Imaginary of a Contemporary Mega City. Kunstraum Kreuzberg/Bethanien, Berlin[40]
- 2008: Regionale9. Kunsthalle Basel[41]
- 2008: Galerie Leclectic, Nouméa, Nouvelle Calédonie
- 2007: Voyeur 1. 69 Smith Street Gallery, Melbourne/Australien[42]
- 2007: Regionale8. Plug-in, Basel
- 2006: Winterthur sucht den Superstar. Kunsthalle Winterthur
- 2006: Regionale7. Ausstellungsraum Klingental, Basel[41]
- 2006: Galerie ArtCore, Slick Art Fair/FIAC Paris
- 2005: Swiss video landscapes today, looped sensations. Tokio, Kyoto, Fukuoka, Nagoya, Yokohama/Japan
- 2005: Regionale6. Plug-in, Basel[41]
- 2003: Galerie artcore, Paris; Regionale4, Basel/Mulhouse
- 2002: Nuit Art Vidéo, Théâtre Le Maillon, Strasbourg
- 2001: Regionale Basel. Plug in/E-Werk, Kunstverein Freiburg i. Br.[41]
- 2001: Helle Nächte. Kunstverein Baselland;
- 2001: Kunstkredit Basel, Kunsthaus Baselland
- 2000: Kunstkredit Basel, Kunsthaus Baselland
- 1999: Rosa für Jungs, hellblau für Mädchen. Neue Gesellschaft für Bildende Kunst NGBK, Berlin[43]